# ويليام ر. ثوم
ويليام ر. ثوم (بالإنجليزية: William R. Thom)‏ هو محامي وسياسي أمريكي، ولد في 7 يوليو 1885 بكانتون في الولايات المتحدة، وتوفي بنفس المكان في 28 أغسطس 1960. حزبياً، نشط في الحزب الديمقراطي. وقد انتخب عضو مجلس النواب الأمريكي.